# Leo Backman
Leo Backman, född 27 juni 1901 i Helsingfors, död där 20 januari 1967, var en finländsk skolledare.
Backman blev filosofie magister 1924. Han var 1926–1940 lärare i modersmålet vid Nya svenska flickskolan i Helsingfors, men utförde sin huvudsakliga gärning vid Nya svenska samskolan, där han 1940 blev huvudlärare i historia och 1945–1965 verkade som rektor. Han var även aktiv bland annat inom kommunalpolitiken (SFP) och innehade flera viktiga befattningar inom olika lärarorganisationer. Han erhöll skolråds titel 1965.
Backman var i olika repriser kommodor för Helsingfors Kanotklubb, ordförande i Finlands Kanotförbund 1931–1940, verkställande president i Internationella kanotförbundet 1936–1946 och medlem av Finlands olympiska kommitté 1936–1938. Han blev hedersledamot i Dansk Kajakkforbund 1938, i Finlands Kanotförbund 1940 och hederskommodor i Helsingfors Kanotklubb 1945. Han tilldelades Sport-Pressens guldmedalj 1952.